# Вінісіус ді Морайс

Вінісіус ді Мора́йс (порт. Vinícius de Moraes, повне ім'я Ма́ркус Вінісіус да Крус ді Мелу Мора́йс порт. Marcus Vinícius da Cruz de Melo Morais, 19 жовтня 1913, Ріо-де-Жанейро — 9 липня 1980, Ріо-де-Жанейро) — бразильський поет, пісняр, есеїст, драматург, критик, визначний діяч сучасної бразильської культури, музики і літератури. Служив дипломатом, також писав музику в стилі босанова і записав декілька альбомів, як виконавець власної лірики.

## Життя
Народився 1913 року в Ріо-де-Жанейро, в родині державного службовця Клодуалду Перейра да Сілва Морайса і Лідії Крус ді Морайс.
У 9 років офіційно змінив ім'я на Вінісіус ді Морайс.
У 1924—1929 вчився у школі єзуїтів Colégio Santo Inácio, співав в хорі, як актор брав участь у дитячих спектаклях, створив з друзями невеликий музичний ансамбль, що грав вдома у знайомих родин.
У 1930—1933 навчався на факультеті права в університеті Ріо-де-Жанейро.
У 1938 отримав стипендію Британської ради по вивченню англійської мови та літератури в Оксфордському університеті, і поїхав вчитися. Працював асистентом бразильської програми BBC. З початком Другої світової війни повернувся в Бразилію.
За прикладом багатьох письменників свого покоління почав працювати як кінокритик в газеті «A Manhã» («Ранок»).
Вступив за конкурсом на дипломатичну службу і, одночасно, співпрацював з декількома газетами й журналами, як письменник і кінокритик.
У 1946 отримав свою першу дипломатичну посаду: віце-консула Бразилії в Лос-Анджелесі, Каліфорнія, США. Там залишався майже п'ять років, повернувся на батьківщину в 1950.
Знов працював в газеті, «Última Hora», як хронікер і кінокритик.
У 1952 поїхав до Європи вивчати організацію кінофестивалей у Каннах, Берліні, Локарно та Венеції для підготовки фестивалю в Сан-Паулу.
У 1953—1956 обіймав посаду другого секретаря посольства в Парижі, потім представляв Бразилію в ЮНЕСКО, а в 1957 переведений до посольства в Монтевідео, Уругвай.
У 1964 повернувся до Бразилії, після звільнення у 1969 з дипломатичної служби цілком віддає себе творчій діяльності.
Протягом життя був офіційно одружений дев'ять разів і мав п'ятьох дітей.
Помер вранці 9 липня 1980 у себе вдома, у віці 66 років, в присутності Токінью й останньої дружини.

## Творчість
Створив сотні пісень у співпраці з видатними бразильськими співаками і композиторами.
У 1958 вийшов альбом співачки Елізет Кардозу Canção do Amor Demais (Пісня про кохання), що складався з творів Антоніу Жобіма і ді Морайса. Альбом також включав дві композиції з гітарним акомпанементом відносно невідомого на той час Жуана Жілберту — Chega de Saudade та Outra Vez(Інший раз)
З цього альбому почалася тріумфальна музична кар'єра Вінісіуса у босанові. Пісні Жобіма та Вінісіуса були записані численними бразильськими співаками та виконавцями того часу. Твори дуету Жобім-ді Морайс у першому, другий і третьому альбомах Жуана Жілберту визначили звучання і основний репертуар босанови і вплинути на нове покоління співаків і авторів пісень.
Найвидатнішими з цих пісень є Garota de Ipanema (Дівчина з Іпанеми), Insensatez та Chega de Saudade.
У серпні 1962 вперше публічно виступав як співак та виконавець разом із Жобімом та Жілберту в нічному клубі Au Bon Gourmet. Це було перше з його «кишенькових шоу» — виступів для невеликої аудиторії, яку він знайомив з новими композиціями, деякі з яких згодом стали міжнародними хітами. Крім того, він представляв перспективних нових виконавців пісень, як Нара Леан.

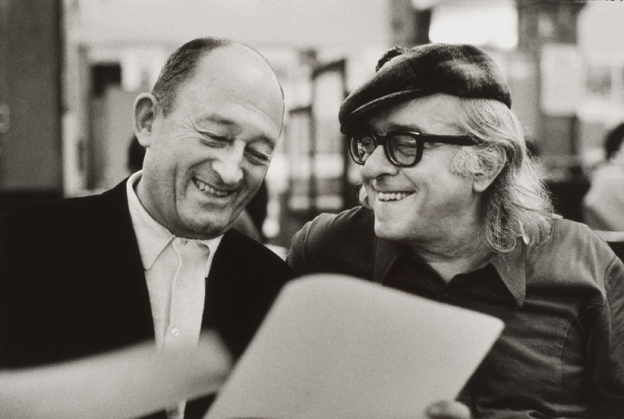
Віннісіус і П'єр Сержес

З 1961 почалася багаторічна співпраця ді Морайса з гітаристом Баденом Павеллом. Попри панування босанови в тогочасній бразильській музиці, цей тандем прагнув поєднання самби з такими афро-бразильськими формами, як кандомбле, умбанда та капоейра. Співпраця Вінісіуса ді Морайса з Баденом Павеллом стала однією з найінтенсивніших у його поетичній кар'єрі. Майже три місяці вони прожили разом у квартирі Вінісіуса і писали без зупинки. Творче партнерство, результатом котрого було народження афро-самби, тривало і згодом, в різних місцях. У 1963 вийшов альбом Baden Powell à Vontade із широко відомою композицією Berimabau. Один із найвідоміших альбомів, який вони випустили 1966 року, Os Afro Sambas de Baden e Vinicius, став поворотним пунктом бразильської популярної музики.
Того ж 1961 року сталося знайомство Вінісіуса і Еду Лобу, 18-річного студента-правника, майбутнього відомого бразильського співака, гітариста і композитора. У 1963 вони започаткували плідне творче партнерство. Пісня Arrastão, на слова Вінісіуса та музику Еду Лобу у виконанні Еліс Режини, створена в 1965, виграла 1-й телевізійний фестиваль бразильської популярної музики.
У 1970 розпочалося партнерство Вінісіуса з гітаристом Токінью. Ця співдружність тривала до самої смерті поета. Протягом одинадцяти років Токінью супроводжував Вінісіуса в його найпопулярніший період і в часи найбільшого непорозуміння з критиками. Цей дует записав більш ніж п'ятнадцять студійних і живих альбомів, в тому числі класичні композиції Tarde em Itapoã (Вечір в Ітапоа), Carta ao Tom (Лист до Тома) та Regra Três (Правило три).
Вінісіус є автором багатьох збірок поезій і п'єс. У 1956 у міському театрі Ріо-де-Жанейро відбулась прем'єра музичної вистави за створеною Вінісіусом у 1954 п'єсою «Орфей з Консейсана» (порт. Orfeu da Conceição). Того ж року на студії Odeon Records вийшов альбом з семи саундтреків, що складали музичне оформлення вистави, він вважається першою спільною роботою Жобіма і ді Морайса, пісні виконує Роберто Пайва, гітара — Луїс Бонфа.
У 1959 ця п'єса була перетворена французьким режисером Марселем Камю на музичний фільм Чорний Орфей (порт. Orfeu Negro), що мав великий міжнародний успіх, здобув премію «Золота пальмова гілка» 12-го Каннського кінофестивалю та премію «Оскар» у номінації за найкращий фільм іноземною мовою.

## Вшанування
Указом президента Бразилії від 1 грудня 2010 посмертно нагороджений Великим Хрестом ордена За заслуги в культурі

## Дискографія
| Рік  | Альбом                                               | Співпраця                 | Лейбл                    |
| ---- | ---------------------------------------------------- | ------------------------- | ------------------------ |
| 1956 | Orfeu da Conceição                                   | Том Жобім                 | Odeon                    |
| 1963 | Vinícius e Odete Lara                                | Одете Лара, Баден Павелл  | Elenco                   |
| 1965 | De Vinícius e Baden especialmente para Ciro Monteiro | Баден Павелл              | Elenco                   |
| 1965 | Vinícius e Caymmi no Zum Zum                         | Дорівал Кайммі            | Elenco                   |
| 1966 | Os Afro-sambas                                       | Баден Павелл              | Elenco                   |
| 1966 | Vinícius: Poesia e Canção]]                          |                           | Forma                    |
| 1967 | Garota de Ipanema (Trilha sonora do filme)           |                           | Philips                  |
| 1967 | Vinícius                                             |                           | Elenco                   |
| 1969 | Vinícius em Portugal                                 |                           | Festa                    |
| 1970 | En La Fusa con Maria Creuza y Toquinho               | Марія Креуза, Токінью     | Diorama                  |
| 1970 | Amália/Vinícius                                      | Амалія Родрігес           |                          |
| 1971 | Como Dizia O Poeta…                                  |                           | RGE                      |
| 1971 | Toquinho e Vinícius                                  | Токінью                   | RGE                      |
| 1971 | Vinícius + Bethânia + Toquinho — En La Fusa          | Марія Бетанія, Токінью    | Trova                    |
| 1972 | Marilia/Vinícius                                     | Марілія Медалья           | RGE                      |
| 1972 | Vinícius Canta: Nossa Filha Gabriela                 | Токінью                   | Polydor                  |
| 1972 | São Demais os Perigos Desta Vida                     | Токінью                   | RGE                      |
| 1973 | O Bem-Amado                                          |                           | Som Livre                |
| 1974 | Vinícius & Toquinho                                  | Токінью                   | Philips                  |
| 1974 | Saravá Vinícius!                                     | Quarteto em Cy, Токінью   | Mercury                  |
| 1975 | Vinícius/Toquinho                                    | Токінью                   | Philips                  |
| 1975 | O Poeta e o Violão                                   | Токінью                   | RGE                      |
| 1976 | Deus lhe Pague                                       | Еду Лобу                  | EMI                      |
| 1977 | Antologia Poética                                    |                           | Philips                  |
| 1977 | Tom, Vinícius, Toquinho e Miúcha                     | Том Жобім, Токінью, Міуша | Som Livre                |
| 1979 | 10 Anos de Toquinho e Vinícius                       | Токінью                   | Philips                  |
| 1980 | Um Pouco de Ilusão                                   | Токінью                   | Ariola                   |
| 1980 | Testamento                                           |                           | RGE                      |
| 1980 | A Arca de Noé                                        | Токінью                   | Universal                |
| 1981 | A Arca de Noé 2                                      | Токінью                   | PolyGram                 |
| 1991 | Poeta, Moça e Violão — Vinícius, Clara e Toquinho    | Клара Нуньєс, Токінью     | Collector's Editora LTDA |
| 2006 | Vinícius & Amigos                                    |                           | Reader's Digest          |
| 2015 | Um encontro no Au bon gourmet                        | Жуан Жілберту, Том Жобім  | Doxy                     |